# Cảm biến ảnh

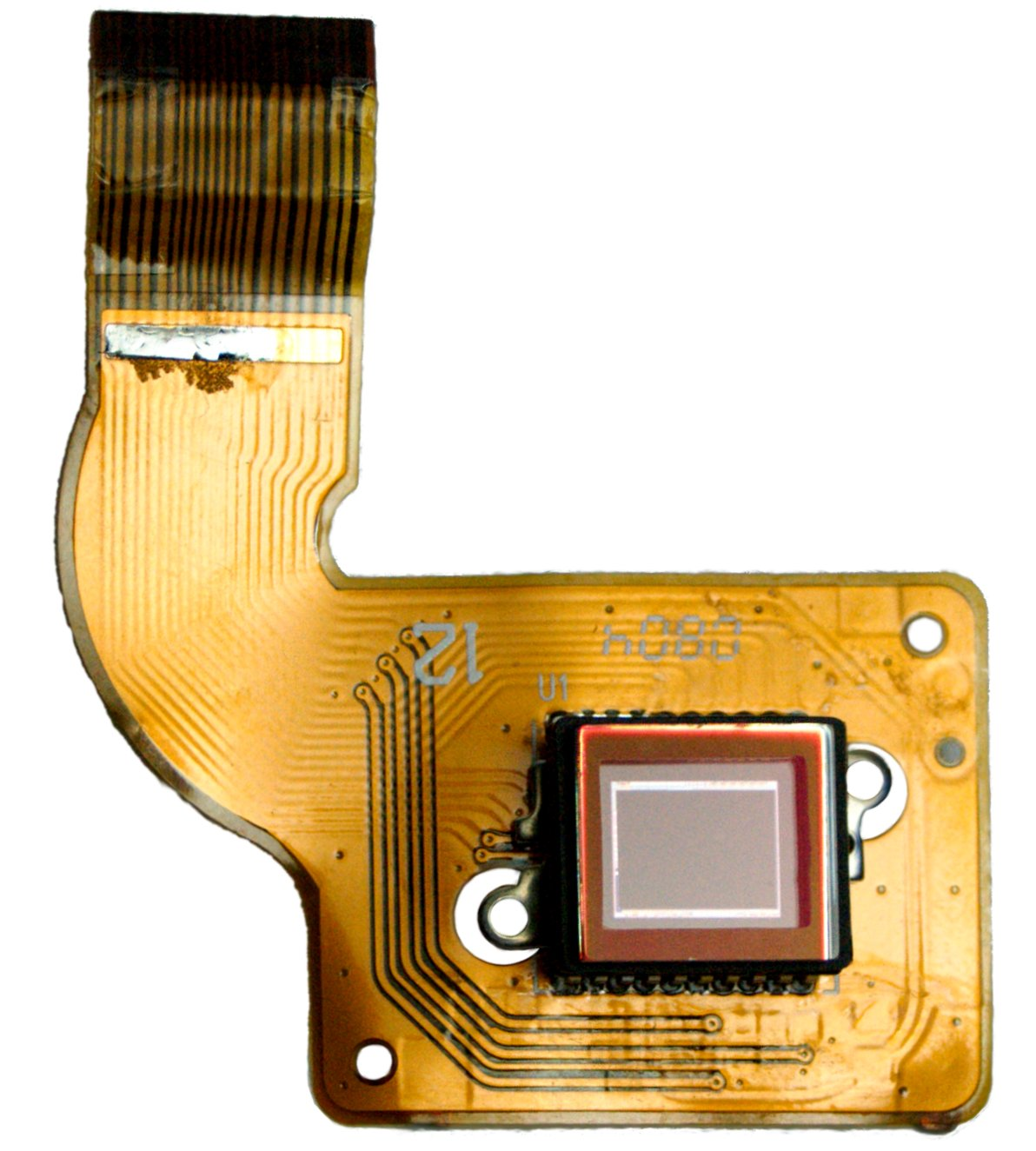
Cảm biến ảnh CCD trên một bo mạch tích hợp

Ảnh phóng to góc cảm biến ảnh của một chiếc webcam

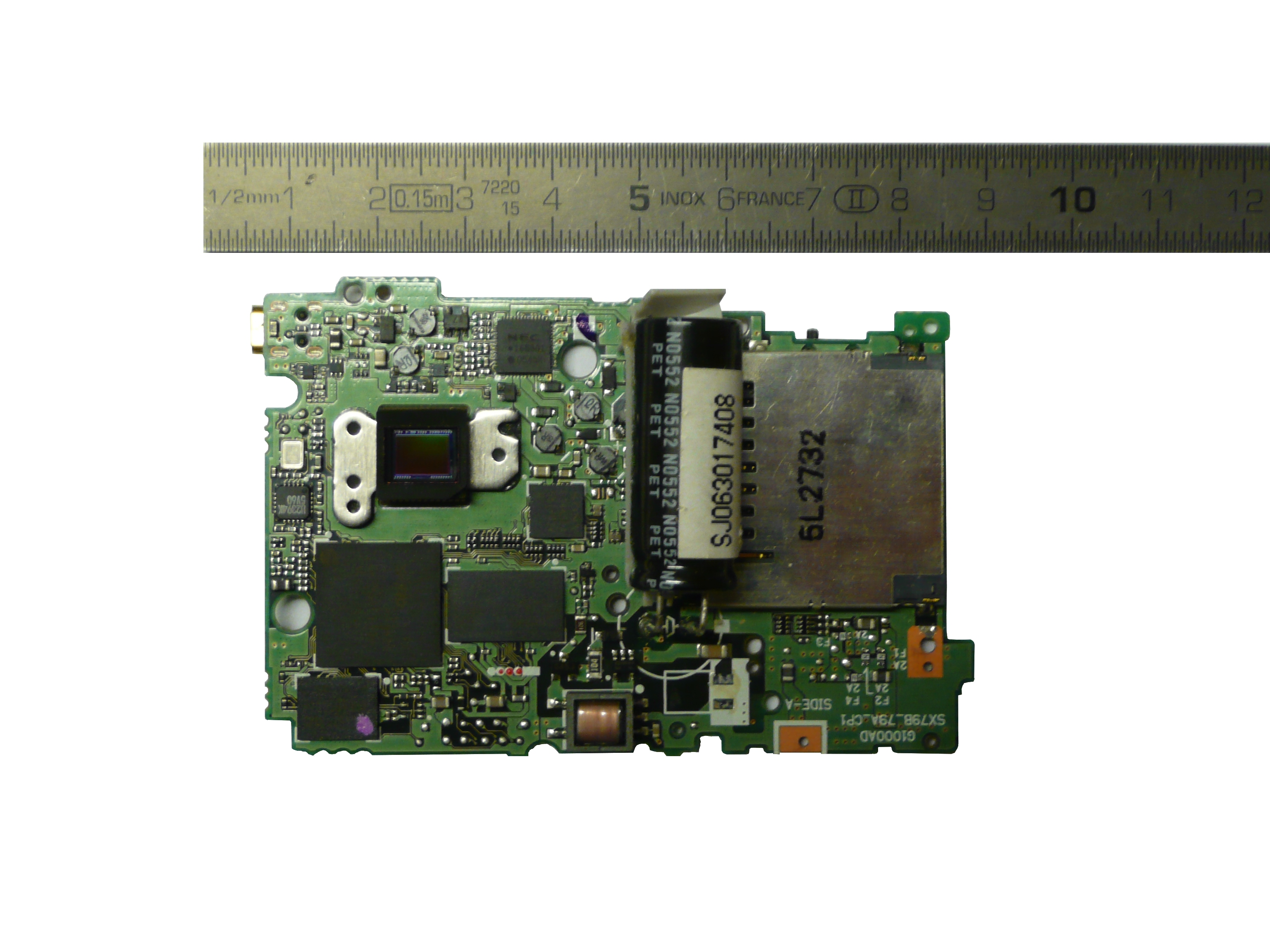
Cảm biến ảnh trên bo mạch của chiếc Nikon Coolpix L2 6 MP

Cảm biến ảnh là phần tử cảm biến thực hiện chuyển đổi tín hiệu hình ảnh thành tín hiệu điện.
Trong phần lớn các trường hợp sử dụng, tín hiệu điện được số hóa bằng chip ADC nhanh rồi chuyển tới các chip xử lý số khác trong thiết bị số. Chip ADC thường đặt cùng đế với cảm biến ảnh, cho ra dẫn xuất là cảm biến ảnh kỹ thuật số.
Các loại cảm biến ở vùng ánh sáng nhìn thấy, hồng ngoại, tử ngoại được sử dụng phổ biến hiện nay là cảm biến CCD (semiconductor charge-coupled devices), CMOS (complementary metal–oxide–semiconductor). Ngoài ra còn có cảm biến ảnh ở vùng phổ tia X, tia gamma.
Cảm biến ảnh được chế ở hai dạng: 
- Dạng ma trận hay mảng (Array), thu nhận trực tiếp ảnh hai chiều, sử dụng trong camera, webcam, máy ảnh kỹ thuật số, kính nhìn đêm (Night vision), kính thiên văn, camera trên vệ tinh viễn thám,...
- Dạng dòng đơn (Line) thu nhận từng dòng và thực hiện quét để thu được toàn ảnh, sử dụng trong máy fax, máy scan các kiểu, và máy đo quang phổ.

Cảm biến dòng đơn còn có biến thể dạng vòng, thu dòng ảnh 360 °, khi dịch chuyển sẽ cho đường ảnh quét toàn cảnh bao quanh đường quét. Sử dụng phần mềm phù hợp và có xác định vị trí thích hợp thì thu được ảnh 360 ° bao quanh, và gọi là 360 Digital Camera. Thiết bị dạng này thường sử dụng trong kiểm tra lỗ khoan địa chất hoăc công trình xây dựng.

## CCD và CMOS
Ngày nay, hầu hết các máy ảnh đều sử dụng một trong hai loại cảm biến là CCD và CMOS. Cả CCD và CMOS đều thực hiện một nhiệm vụ giống nhau: biến các tín hiệu ánh sáng thành các tín hiệu điện.
CCD là một trong những công nghệ lâu đời nhất trên máy ảnh số, với chất lượng ảnh chụp vượt trội so với CMOS nhờ có dải tần nhạy sáng và kiểm soát nhiễu tốt hơn. Hiện nay, CCD vẫn được sử dụng nhiều trong các mẫu máy ảnh du lịch giá rẻ, song quá trình lắp ráp khó khăn và điện năng tiêu thụ quá nhiều của CCD đã dẫn tới sự thống trị của CMOS.
Trong lịch sử, cảm biến CMOS luôn được cho là có chất lượng ảnh chụp thấp hơn so với CCD, nhưng các đột phá về công nghệ mới đã khiến cho chất lượng của CMOS hiện đại trở nên ngang bằng hoặc thậm chí là vượt qua cả tiêu chuẩn của CCD. Với nhiều tính năng được tích hợp sẵn hơn là CCD, cảm biến CMOS hoạt động hiệu quả hơn, cần ít điện năng hơn và chụp ảnh tốc độ cao tốt hơn CCD.

## Cảm biến ảnh của các máy ảnh kỹ thuật số
| Width (px)        | Height (px) | Aspect ratio      | Actual pixel count | Megapixels | Camera examples |
| ----------------- | ----------- | ----------------- | ------------------ | ---------- | --- |
| 100               | 100         | 1:1               | 10,000             | 0.01       | Kodak (by Steven Sasson) Prototype (1975) |
| 640               | 480         | 4:3 aspect ratio  | 307,200            | 0.3        | Apple QuickTake 100 (1994) |
| 832               | 608         | 4:3 aspect ratio  | 505,856            | 0.5        | Canon Powershot 600 (1996) |
| 1,024             | 768         | 4:3 aspect ratio  | 786,432            | 0.8        | Olympus D-300L (1996) |
| 1024              | 1024        | 1:1               | 1,048,576          | 1.0        | Nikon NASA F4 (1991) |
| 1,280             | 960         | 4:3 aspect ratio  | 1,228,800          | 1.3        | Fujifilm DS-300 (1997) |
| 1,280             | 1,024       | 5:4               | 1,310,720          | 1.3        | Fujifilm MX-700, Fujifilm MX-1700 (1999), Leica Digilux (1998), Leica Digilux Zoom (2000) |
| 1,600             | 1,200       | 4:3 aspect ratio  | 1,920,000          | 2          | Nikon Coolpix 950, Samsung GT-S3500 |
| 2,012             | 1,324       | 3:2 aspect ratio  | 2,663,888          | 2.74       | Nikon D1 |
| 2,048             | 1,536       | 4:3 aspect ratio  | 3,145,728          | 3          | Canon PowerShot A75, Nikon Coolpix 995 |
| 2,272             | 1,704       | 4:3 aspect ratio  | 3,871,488          | 4          | Olympus Stylus 410, Contax i4R (CCD is actually square 2,272×2,272) |
| 2,464             | 1,648       | 3:2 aspect ratio  | 4,060,672          | 4.1        | Canon 1D |
| 2,560             | 1,920       | 4:3 aspect ratio  | 4,915,200          | 5          | Olympus E-1, Sony Cyber-shot DSC-F707, Sony Cyber-shot DSC-F717 |
| 2,816             | 2,112       | 4:3 aspect ratio  | 5,947,392          | 5.9        | Olympus Stylus 600 Digital |
| 3,008             | 2,000       | 3:2 aspect ratio  | 6,016,000          | 6          | D100, Nikon D40, D50, D70, D70s, Pentax K100D, Konica Minolta Maxxum 7D, Konica Minolta Maxxum 5D, Epson R-D1                                                                                                  |
| 3,072             | 2,048       | 3:2 aspect ratio  | 6,291,456          | 6.3        | Canon EOS 10D, Canon EOS 300D |
| 3,072             | 2,304       | 4:3 aspect ratio  | 7,077,888          | 7          | Olympus FE-210, Canon PowerShot A620 |
| 3,456             | 2,304       | 3:2 aspect ratio  | 7,962,624          | 8          | Canon EOS 350D |
| 3,264             | 2,448       | 4:3 aspect ratio  | 7,990,272          | 8          | Olympus E-500, Olympus SP-350, Canon PowerShot A720 IS, Nokia 701, HTC Desire HD, Apple iPhone 4S |
| 3,504             | 2,336       | 3:2 aspect ratio  | 8,185,344          | 8.2        | Canon EOS 30D, Canon EOS-1D Mark II, Canon EOS-1D Mark II N |
| 3,520             | 2,344       | 3:2 aspect ratio  | 8,250,880          | 8.25       | Canon EOS 20D |
| 3,648             | 2,736       | 4:3 aspect ratio  | 9,980,928          | 10         | Canon PowerShot G11, Canon PowerShot G12, Canon PowerShot S90, Canon PowerShot S95, Nikon CoolPix P7000, Nikon CoolPix P7100, Olympus E-410, Olympus E-510, Panasonic FZ50, Fujifilm FinePix HS10, Samsung EX1 |
| 3,872             | 2,592       | 3:2 aspect ratio  | 10,036,224         | 10         | Nikon D40x, Nikon D60, Nikon D3000, Nikon D200, Nikon D80, Pentax K10D, Pentax K200D, Sony Alpha A100 |
| 3,888             | 2,592       | 3:2 aspect ratio  | 10,077,696         | 10.1       | Canon EOS 40D, Canon EOS 400D, Canon EOS 1000D |
| 4,064             | 2,704       | 3:2 aspect ratio  | 10,989,056         | 11         | Canon EOS-1Ds |
| 4,000             | 3,000       | 4:3 aspect ratio  | 12,000,000         | 12         | Canon Powershot G9, Fujifilm FinePix S200EXR, Nikon Coolpix L110, Kodak Easyshare Max Z990 |
| 4,256             | 2,832       | 3:2 aspect ratio  | 12,052,992         | 12.1       | Nikon D3, Nikon D3S, Nikon D700, Fujifilm FinePix S5 Pro |
| 4,272             | 2,848       | 3:2 aspect ratio  | 12,166,656         | 12.2       | Canon EOS 450D |
| 4,032             | 3,024       | 4:3 aspect ratio  | 12,192,768         | 12.2       | Olympus PEN E-P1 |
| 4,288             | 2,848       | 3:2 aspect ratio  | 12,212,224         | 12.2       | Nikon D2Xs/D2X, Nikon D300, Nikon D300S, Nikon D90, Nikon D5000, Pentax K-x |
| 4,900             | 2,580       | 16:9 aspect ratio | 12,642,000         | 12.6       | RED ONE Mysterium |
| 4,368             | 2,912       | 3:2 aspect ratio  | 12,719,616         | 12.7       | Canon EOS 5D |
| 5,120             | 2,700       | 16:9 aspect ratio | 13,824,000         | 13.8       | RED Mysterium-X |
| 7,920 (2,640 × 3) | 1,760       | 3:2 aspect ratio  | 13,939,200         | 13.9       | Sigma SD14, Sigma DP1 (3 layers of pixels, 4.7 MP per layer, in Foveon X3 sensor) |
| 4,672             | 3,104       | 3:2 aspect ratio  | 14,501,888         | 14.5       | Pentax K20D, Pentax K-7 |
| 4,752             | 3,168       | 3:2 aspect ratio  | 15,054,336         | 15.1       | Canon EOS 50D, Canon EOS 500D, Sigma SD1 |
| 4,896             | 3,264       | 3:2 aspect ratio  | 15,980,544         | 16.0       | Fujifilm X-Pro1, Fujifilm X-E1 (X-Trans sensor has a different pattern to a Bayer sensor) |
| 4,928             | 3,262       | 3:2 aspect ratio  | 16,075,136         | 16.1       | Nikon D7000, Nikon D5100, Pentax K-5 |
| 4,992             | 3,328       | 3:2 aspect ratio  | 16,613,376         | 16.6       | Canon EOS-1Ds Mark II, Canon EOS-1D Mark IV |
| 5,184             | 3,456       | 3:2 aspect ratio  | 17,915,904         | 17.9       | Canon EOS 7D, Canon EOS 60D, Canon EOS 600D, Canon EOS 550D, Canon EOS 650D, Canon EOS 700D |
| 5,270             | 3,516       | 3:2 aspect ratio  | 18,529,320         | 18.5       | Leica M9 |
| 5,616             | 3,744       | 3:2 aspect ratio  | 21,026,304         | 21.0       | Canon EOS-1Ds Mark III, Canon EOS-5D Mark II |
| 6,048             | 4,032       | 3:2 aspect ratio  | 24,385,536         | 24.4       | Sony α 850, Sony α 900, Sony Alpha 99, Nikon D3X và Nikon D600 |
| 5,140             | 5,140       | 1:1               | 26,419,600         | 26.4       | Leica S1 (line scanner, 1997)[7] |
| 7,360             | 4,912       | 3:2 aspect ratio  | 36,152,320         | 36.2       | Nikon D800, Sony Alpha 7R |
| 7,500             | 5,000       | 3:2 aspect ratio  | 37,500,000         | 37.5       | Leica S2 |
| 7,212             | 5,142       | 4:3 aspect ratio  | 39,031,344         | 39.0       | Hasselblad H3DII-39 |
| 7,216             | 5,412       | 4:3 aspect ratio  | 39,052,992         | 39.1       | Leica RCD100 |
| 7,264             | 5,440       | 4:3 aspect ratio  | 39,516,160         | 39.5       | Pentax 645D |
| 7,320             | 5,484       | 4:3 aspect ratio  | 40,142,880         | 40.1       | Phase One IQ140 |
| 7,728             | 5,368       | ~ 10:7            | 41,483,904         | 41.5       | Nokia 808 PureView |
| 8,176             | 6,132       | 4:3 aspect ratio  | 50,135,232         | 50.1       | Hasselblad H3DII-50, Hasselblad H4D-50 |
| 11,250            | 5,000       | 9:4               | 56,250,000         | 56.3       | Better Light 4000E-HS (scanned) |
| 8,956             | 6,708       | 4:3 aspect ratio  | 60,076,848         | 60.1       | Hasselblad H4D-60 |
| 8,984             | 6,732       | 4:3 aspect ratio  | 60,480,288         | 60.5       | Phase One IQ160, Phase One P65+ |
| 10,320            | 7,752       | 4:3 aspect ratio  | 80,000,640         | 80         | Leaf Aptus-II 12, Leaf Aptus-II 12R |
| 10,328            | 7,760       | 4:3 aspect ratio  | 80,145,280         | 80.1       | Phase One IQ180 |
| 9,372             | 9,372       | 1:1               | 87,834,384         | 87.8       | Leica RC30 (point scanner) |
| 12,600            | 10,500      | 6:5               | 132,300,000        | 132.3      | Phase One PowerPhase FX/FX+ (line scanner) |
| 18,000            | 8,000       | 9:4               | 144,000,000        | 144        | Better Light 6000-HS/6000E-HS (line scanner) |
| 21,250            | 7,500       | 17:6              | 159,375,000        | 159.4      | Seitz 6x17 Digital (line scanner) |
| 16,352*           | 12,264*     | 4:3 aspect ratio  | 200,540,928        | 200.5      | Hasselblad H4D-200MS (*actuated multi (6x) shot) |
| 18,000            | 12,000      | 4:3 aspect ratio  | 216,000,000        | 216        | Better Light Super 6K-HS (line scanner) |
| 24,000            | 15,990      | ~                 | 383,760,000        | 383.8      | Better Light Super 8K-HS (line scanner) |
| 30,600            | 13,600      | 9:4               | 416,160,000        | 416.2      | Better Light Super 10K-HS (line scanner) |
| 62,830            | 7,500       | ~ 25:3            | 471,225,000        | 471.2      | Seitz Roundshot D3 (80 mm lens) (scanned) |
| 62,830            | 13,500      | ~ 5:1             | 848,205,000        | 848.2      | Seitz Roundshot D3 (110 mm lens) (line scanner) |
| 38,000            | 38,000      | 1:1               | 1,444,000,000      | 1,444      | Pan-STARRS PS1 |
| 157,000           | 18,000      | ~ 26:3            | 2,826,000,000      | 2,826      | Better Light 300 mm lens Digital (line scanner) |

## Các công ty sản xuất
Các công ty lớn trong lĩnh vực sản xuất cảm biến ảnh bao gồm:
- Agilent
- Aptina (formerly division of Micron Technology)
- Canesta
- Canon
- Caeleste
- CMOSIS
- Dalsa
- Eastman Kodak
- ESS Technology
- Fujifilm
- MagnaChip
- Matsushita
- MAZeT GmbH
- Mitsubishi
- Nikon
- OmniVision Technologies
- ON Semiconductor (formerly Cypress Semiconductor)
- PixArt Imaging
- Pixim
- Samsung
- Sharp
- Sony
- STMicroelectronics
- Toshiba
- TowerJazz
- Town Line Technologies
- TransChip
- Trusight
- Trusense imaging